# 2018-as Australian Open
A 2018-as Australian Open  volt az év első Grand Slam-tornája, amelyet 2018. január 15–28. között 106. alkalommal rendeztek meg a Melbourne-ben található Melbourne Parkban. Az open erában ez volt az 50. Australian Open és a 200. Grand Slam-torna.
A tornát férfi és női egyes, páros és vegyes páros; junior fiú és lány egyes és páros; szenior férfi és női egyes és páros, valamint kerekesszékes férfi és női egyes és páros kategóriákban rendezték. Emellett meghívásos alapon a teniszlegendák számára is rendeztek férfi és női páros mérkőzéseket. A torna szponzora a korábbi évekhez hasonlóan a Kia Motors volt.
Az előző évi női győztes, hétszeres Australian Open bajnok Serena Williams gyermeke születése után nem vett részt a versenyen, és hiányzott a kétszeres bajnok fehérorosz Viktorija Azaranka is.

## A győztesek
A női egyesben a dán Caroline Wozniacki és a román Simona Halep mérkőzésén nemcsak az múlott, hogy melyikőjük szerzi meg első Grand Slam-tornagyőzelmét, hanem a világelsőség kérdése is. Wozniacki küzdelmes mérkőzésen 7–6(2), 3–6, 6–4 arányban nyert, ezzel első Grand Slam-tornagyőzelme mellett 2012 után a világelsőséget is visszaszerezte.
A férfiak versenyében ugyancsak tét volt a világelsőség kérdése, ahol a világranglista első két helyezettje közül Roger Federer ezt csak abban az esetben érhette volna el, ha megnyeri a tornát, és Rafael Nadal nem jut a negyeddöntőbe. Federer nyert, de Nadal eljutott a negyeddöntőig, így megőrizte első helyét. A döntőt Federer a horvát Marin Čilić ellen 6–2, 6–7(5), 6–3, 3–6, 6–1 arányban nyerte, ezzel hatodik Australian Open győzelmét, egyben 20. Grand Slam-trófeáját szerezte meg.
A női párosok versenyében Jekatyerina Makarova és Jelena Vesznyina győzelme esetén karrier Grand Slam-et teljesítette volna. A döntőben a verseny magyar résztvevőjével, Babos Tímeával és korábbi párostársával, a francia Kristina Mladenoviccsal kerültek szembe, akik a negyeddöntőben legyőzték az első kiemelt Latisha Chan–Andrea Sestini Hlaváčková kettőst, majd az elődöntőben a többszörös Grand Slam-tornagyőztes Hszie Su-vej–Peng Suaj párost. A döntőben Babosék 6–4, 6–3-ra győztek, ezzel megszerezték a Grand Slam-tornagyőzelmet. Babos Tímeának ez az első, Kristina Mladenovicnak a második trófeája. Magyar felnőtt versenyző még sosem nyert az Australian Openen, és utoljára 1986-ban ünnepelhettünk magyar Grand Slam-tornagyőzelmet.
A férfi párosok versenyében a címvédő Henri Kontinen–John Peers finn-ausztrál páros már a második körben kiesett. A győzelmet a 7. kiemelt horvát Oliver Marach–Mate Pavić páros nyerte, miután a döntőben 6–4, 6–4 arányban győztek a kolumbiai Juan Sebastián Cabal–Robert Farah páros ellen.
A vegyes páros döntőjének kérdése az volt, hogy a férfi párosban győztes Mate Pavić, és a női párosban győztes Babos Tímea közül ki szerzi meg második trófeáját a versenyen. Ez Pavićnak sikerült, mivel a kanadai Gabriela Dabrowskival 2–6, 6–4, [11–9] arányban győztek az indiai Róhan Bópannával párt alkotó Babos Tímea ellen.

## A magyar eredmények
A magyar résztvevők közül a legjobb világranglista-helyezéssel rendelkező magyar teniszező Babos Tímea, valamint a férfiaknál Fucsovics Márton egyéniben a főtáblán indulhatott. A nők versenyében Stollár Fanny, valamint szabadkártyával a tavalyi junior fiú győztes Piros Zsombor a selejtezőből próbálták meg a főtáblára kerülést. Babos Tímea női párosban és vegyes párosban is elindult. Egyéniben a 2. fordulóban búcsúzott, női párosban a francia Kristina Mladenoviccsal megszerezte az Australian Open történetének első magyar felnőtt Grand Slam-tornagyőzelmét. Vegyes párosban sem sok hiányzott ehhez, az indiai Róhan Bópanna párjaként a döntőben szenvedtek vereséget. Fucsovics Márton élete legjobb eredményeként a 4. fordulóig, a legjobb 16 közé jutott, ahol a későbbi győztes, Roger Federer állította meg. Stollár Fanny a selejtező első körében nagy küzdelem után esett ki, Piros Zsombor a selejtezőben a 2. körig jutott.

## Világranglistapontok
A versenyen az elért eredménytől függően a világranglista állásába beszámító alábbi pontok szerezhetők.
| Eredmény           | Férfi egyes | Férfi páros | Női egyes | Női páros |
| ------------------ | ----------- | ----------- | --------- | --------- |
| Győzelem           | 2000        | 2000        | 2000      | 2000      |
| Döntő              | 1200        | 1200        | 1300      | 1300      |
| Elődöntő           | 720         | 720         | 780       | 780       |
| Negyeddöntő        | 360         | 360         | 430       | 430       |
| 16 között          | 180         | 180         | 240       | 240       |
| 32 között          | 90          | 90          | 130       | 130       |
| 64 között          | 45          | 0           | 70        | 10        |
| 128 között         | 10          | –           | 10        | –         |
| Főtáblára jutás    | 25          | 25          | 40        | –         |
| Selejtező (3. kör) | 16          | –           | 30        | –         |
| Selejtező (2. kör) | 8           | –           | 20        | –         |
| Selejtező (1. kör) | 0           | –           | 2         | –         |

## Pénzdíjazás
A torna összdíjazása 55 millió ausztrál dollár, amely 10%-kal magasabb a 2017. évinél. Az alábbiakban szintén ausztrál dollárban olvashatóak az összegek, párosnál feleződik az egy főre jutó díjazás.
| Eredmény           | Egyes*      | Páros**                   | Vegyes páros**            |
| Győzelem           | 4 000 000 $ | 750 000 $                 | 160 000 $                 |
| Döntő              | 2 000 000 $ | 375 000 $                 | 80 000 $                  |
| Elődöntő           | 1 200 000 $ | 185 000 $                 | 40 000 $                  |
| Negyeddöntő        | 600 000 $   | 90 000 $                  | 20 000 $                  |
| 16 között          | 250 000 $   | 45 000 $                  | 10 000 $                  |
| 32 között          | 150 000 $   | 22 500 $                  | 5000 $                    |
| 64 között          | 80 000 $    | 14 000 $                  | –                         |
| 128 között         | 50 000 $    | –                         | –                         |
| Selejtező (döntő)  | 30 000 $    | *Nemenként **Csapatonként | *Nemenként **Csapatonként |
| Selejtező (2. kör) | 15 000 $    | *Nemenként **Csapatonként | *Nemenként **Csapatonként |
| Selejtező (1. kör) | 7500 $      | *Nemenként **Csapatonként | *Nemenként **Csapatonként |

## Döntők

### Férfi egyes
- Roger Federer –  Marin Čilić, 6–2, 6–7(5), 6–3, 3–6, 6–1

### Női egyes
- Caroline Wozniacki –  Simona Halep, 7–6(2), 3–6, 6–4

### Férfi páros
- Oliver Marach /  Mate Pavić –  Juan Sebastián Cabal /  Robert Farah, 6–4, 6–4

### Női páros
- Babos Tímea /  Kristina Mladenovic –  Jekatyerina Makarova /  Jelena Vesznyina, 6–4, 6–3

### Vegyes páros
- Gabriela Dabrowski /  Mate Pavić –  Babos Tímea /  Róhan Bópanna, 2–6, 6–4, [11–9]

### Juniorok

#### Fiú egyéni
- Sebastian Korda –  Tseng Chun-hsin, 7–6(6), 6–4

#### Lány egyéni
- Liang En-shuo –  Clara Burel, 6–3, 6–4

#### Fiú páros
- Hugo Gaston /  Clément Tabur –  Rudolf Molleker /  Henri Squire, 6–2, 6–2

#### Lány páros
- Liang En-shuo /  Vang Hszin-jü –  Violet Apisah /  Lulu Sun, 7–6(4), 4–6, [10–5]